# Stuttgart Online
Stuttgart Online (transkr. Štutgart onlajn) je srpska muzička grupa iz Beograda. Smatra se jednim od predstavnika Nove srpske scene.

## Istorija
Grupu Stuttgart Online su 2006. godine osnovali Bojan Slačala (bas-gitara, glas) i Marko Barišić (bubanj, vokal).
Veb magazin Popboks ih je proglasio za najbolje debitante 2007. godine. Njihovi samizdat singlovi su se više puta nalazili na relevantnim domaćim radio listama. Bitni nastupi su Exit (2007 i 2009), Art & Music festival u Puli (2008), kao i veliki broj nastupa u regionu: Novi Sad, Zrenjanin, Pančevo, Niš, Zagreb, Velika Gorica, Skopje, Kumanovo...
Stuttgart Online je snimio prvi album Radost svakom domaćinstvu 2009. godine u beogradskom studiju Digimedia.

## Članovi

### Sadašnji
- Bojan Slačala[а] — bas-gitara, vokal
- Marko Barišić[б] — bubanj, vokal
- Demir Ahmetović[в] — bas-gitara, vokal

## Diskografija

### Albumi
- Radost svakom domaćinstvu (2009)
- Prava stvar (2012)
- Štutgart na vezi (2018)

## Napomene
1. ↑  Bojan Slačala je član grupe Artan Lili.[2]
2. ↑  Marko Barišić je bio član grupe .[3]
3. ↑  Demir Ahmetović je bio član grupe .[4]

## Spoljašnje veze
- na sajtu Bendkemp
- na sajtu Diskogs
- na sajtu Jutjub
- na sajtu